# Rubiá
Rubiá – gmina w Hiszpanii, w prowincji Ourense, w Galicji, o powierzchni 100,53 km². W 2011 roku gmina liczyła 1557 mieszkańców.